# Đội tuyển bóng đá nữ quốc gia Ý
Đội tuyển bóng đá nữ quốc gia Ý (tiếng Ý: Nazionale di calcio femminile dell'Italia) đại diện cho Ý trên đấu trường bóng đá nữ thế giới. Đội được quản lý bởi liên đoàn bóng đá Ý (Federazione Italiana Giuoco Calcio). Đội có biệt danh là Azzurre.
Ý là một trong những quốc gia khá thành công trong lịch sử các giải bóng đá nữ trên thế giới, mặc dù những thành tích họ đạt được là không quá tiếng tăm như đội tuyển nam quốc gia này. Tuy vậy, đội lại gặp khá nhiều khó khăn trong việc phát triển và gây dựng do thiếu sự ủng hộ cũng như truyền thống thành công mà các cầu thủ nam nước này đạt được. Thế nhưng trước khi bóng đá nữ được FIFA công nhận, Ý đã từng vô địch các giải đấu lớn nhỏ khác nhau trên trường quốc tế.
Tuy nhiên, sau khi đội tuyển nam nước này thất bại trong việc giành vé tới Giải bóng đá vô địch thế giới 2018 và sự thiếu thành công gần đây của các Azzurri, đội tuyển nữ nước này đang được đặt vô cùng nhiều kỳ vọng để giúp Ý xuất hiện tại một giải bóng đá thế giới dành cho nữ kể từ 1999. Và sau 20 năm, Ý cuối cùng cũng đã trở lại World Cup kể từ năm 1999. Trớ trêu thay, đội đạt được thành tích này khi các cầu thủ nam đã thất bại vào năm ngoái (2018).

## Thành tích

### World Cup nữ
| Thành tích World Cup | Thành tích World Cup     | Thành tích World Cup     | Thành tích World Cup     | Thành tích World Cup     | Thành tích World Cup     | Thành tích World Cup     | Thành tích World Cup     | Thành tích World Cup     | Thành tích World Cup     |                          |
| Năm                  | Thành tích               | ST                       | T                        | H*                       | B                        | BT                       | BB                       | HS                       |                          |                          |
| -------------------- | ------------------------ | ------------------------ | ------------------------ | ------------------------ | ------------------------ | ------------------------ | ------------------------ | ------------------------ | ------------------------ | ------------------------ |
| 1991                 | Tứ kết                   | 4                        | 2                        | 1                        | 1                        | 8                        | 5                        | +3                       |                          |                          |
| 1995                 | Không vượt qua vòng loại | Không vượt qua vòng loại | Không vượt qua vòng loại | Không vượt qua vòng loại | Không vượt qua vòng loại | Không vượt qua vòng loại | Không vượt qua vòng loại | Không vượt qua vòng loại | Không vượt qua vòng loại | Không vượt qua vòng loại |
| 1999                 | Vòng bảng                | 3                        | 1                        | 1                        | 1                        | 3                        | 3                        | 0                        |                          |                          |
| 2003                 | Không vượt qua vòng loại | Không vượt qua vòng loại | Không vượt qua vòng loại | Không vượt qua vòng loại | Không vượt qua vòng loại | Không vượt qua vòng loại | Không vượt qua vòng loại | Không vượt qua vòng loại | Không vượt qua vòng loại | Không vượt qua vòng loại |
| 2007                 | Không vượt qua vòng loại | Không vượt qua vòng loại | Không vượt qua vòng loại | Không vượt qua vòng loại | Không vượt qua vòng loại | Không vượt qua vòng loại | Không vượt qua vòng loại | Không vượt qua vòng loại | Không vượt qua vòng loại | Không vượt qua vòng loại |
| 2011                 | Không vượt qua vòng loại | Không vượt qua vòng loại | Không vượt qua vòng loại | Không vượt qua vòng loại | Không vượt qua vòng loại | Không vượt qua vòng loại | Không vượt qua vòng loại | Không vượt qua vòng loại | Không vượt qua vòng loại | Không vượt qua vòng loại |
| 2015                 | Không vượt qua vòng loại | Không vượt qua vòng loại | Không vượt qua vòng loại | Không vượt qua vòng loại | Không vượt qua vòng loại | Không vượt qua vòng loại | Không vượt qua vòng loại | Không vượt qua vòng loại | Không vượt qua vòng loại | Không vượt qua vòng loại |
| 2019                 | Tứ kết                   | 5                        | 3                        | 0                        | 2                        | 9                        | 4                        | +5                       |                          |                          |
| 2023                 | Vòng bảng                | 3                        | 1                        | 0                        | 2                        | 3                        | 8                        | –5                       |                          |                          |
| Tổng cộng            | 4/9                      | 15                       | 7                        | 1                        | 7                        | 23                       | 20                       | +3                       |                          |                          |

*Kết quả vòng trong không tính loạt penalty.

### Cúp châu Âu
| Thành tích Euro                                                            | Thành tích Euro          | Thành tích Euro          | Thành tích Euro          | Thành tích Euro          | Thành tích Euro          | Thành tích Euro          | Thành tích Euro          | Thành tích Euro          |
| Năm                                                                        | Thành tích               | Thứ hạng                 | St                       | T                        | H                        | T                        | Bt                       | bb                       |
| -------------------------------------------------------------------------- | ------------------------ | ------------------------ | ------------------------ | ------------------------ | ------------------------ | ------------------------ | ------------------------ | ------------------------ |
| 1984                                                                       | Bán kết                  | n/a                      | 2                        | 0                        | 0                        | 2                        | 3                        | 5                        |
| 1987                                                                       | Hạng ba                  | 3rd                      | 2                        | 1                        | 0                        | 1                        | 2                        | 3                        |
| 1989                                                                       | Hạng tư                  | 4th                      | 2                        | 0                        | 1                        | 1                        | 2                        | 3                        |
| 1991                                                                       | Hạng tư                  | 4th                      | 2                        | 0                        | 0                        | 2                        | 1                        | 5                        |
| 1993                                                                       | Á quân                   | 2nd                      | 2                        | 0                        | 1                        | 1                        | 1                        | 2                        |
| 1995                                                                       | Không vượt qua vòng loại | Không vượt qua vòng loại | Không vượt qua vòng loại | Không vượt qua vòng loại | Không vượt qua vòng loại | Không vượt qua vòng loại | Không vượt qua vòng loại | Không vượt qua vòng loại |
| 1997                                                                       | Á quân                   | 2nd                      | 5                        | 2                        | 2                        | 1                        | 7                        | 6                        |
| 2001                                                                       | Vòng bảng                | n/a                      | 3                        | 1                        | 1                        | 1                        | 3                        | 4                        |
| 2005                                                                       | Vòng bảng                | n/a                      | 3                        | 0                        | 0                        | 3                        | 4                        | 12                       |
| 2009                                                                       | Tứ kết                   | n/a                      | 4                        | 2                        | 0                        | 2                        | 5                        | 5                        |
| 2013                                                                       | Tứ kết                   | n/a                      | 4                        | 1                        | 1                        | 2                        | 3                        | 5                        |
| 2017                                                                       | Vòng bảng                | n/a                      | 3                        | 1                        | 0                        | 2                        | 5                        | 6                        |
| 2021                                                                       | Vòng bảng                | n/a                      | 3                        | 0                        | 1                        | 2                        | 2                        | 7                        |
| Tổng cộng                                                                  | 2 lần á quân             | 11/12                    | 35                       | 8                        | 7                        | 20                       | 38                       | 63                       |
| \| * Không tính các trận đấu phải giải quyết bằng loạt đá luân lưu 11m. \| |                          |                          |                          |                          |                          |                          |                          |                          |
| * Không tính các trận đấu phải giải quyết bằng loạt đá luân lưu 11m.       |                          |                          |                          |                          |                          |                          |                          |                          |

## Đội hình
Đội hình được triệu tập cho World Cup nữ 2019.
Số liệu thống kê tính đến ngày 29 tháng 6 năm 2019, sau trận gặp Hà Lan.
| Số | VT | Cầu thủ                | Ngày sinh (tuổi)  | Trận | Bàn | Câu lạc bộ         |
| -- | -- | ---------------------- | ----------------- | ---- | --- | ------------------ |
| 1  | TM | Laura Giuliani         | 6 tháng 6, 1993   | 40   | 0   | Juventus           |
| 12 | TM | Chiara Marchitelli     | 4 tháng 5, 1985   | 40   | 0   | Florentia          |
| 22 | TM | Rosalia Pipitone       | 3 tháng 8, 1985   | 3    | 0   | Roma               |
|    |    |                        |                   |      |     |                    |
| 3  | HV | Sara Gama (đội trưởng) | 27 tháng 3, 1989  | 101  | 5   | Juventus           |
| 5  | HV | Elena Linari           | 15 tháng 4, 1994  | 34   | 0   | Atlético Madrid    |
| 7  | HV | Alia Guagni            | 1 tháng 10, 1987  | 67   | 5   | Fiorentina         |
| 13 | HV | Elisa Bartoli          | 7 tháng 5, 1991   | 51   | 1   | Roma               |
| 16 | HV | Laura Fusetti          | 8 tháng 10, 1990  | 0    | 0   | Milan              |
| 17 | HV | Lisa Boattin           | 3 tháng 5, 1997   | 14   | 0   | Juventus           |
| 20 | HV | Linda Tucceri          | 4 tháng 4, 1991   | 8    | 1   | Milan              |
|    |    |                        |                   |      |     |                    |
| 2  | TV | Valentina Bergamaschi  | 22 tháng 1, 1997  | 20   | 3   | Milan              |
| 4  | TV | Aurora Galli           | 13 tháng 12, 1996 | 28   | 4   | Juventus           |
| 6  | TV | Martina Rosucci        | 9 tháng 5, 1992   | 37   | 1   | Juventus           |
| 8  | TV | Alice Parisi           | 11 tháng 12, 1990 | 46   | 5   | Fiorentina         |
| 11 | TV | Barbara Bonansea       | 13 tháng 6, 1991  | 54   | 19  | Juventus           |
| 15 | TV | Annamaria Serturini    | 13 tháng 5, 1998  | 1    | 0   | Roma               |
| 21 | TV | Valentina Cernoia      | 22 tháng 6, 1991  | 36   | 6   | Juventus           |
| 23 | TV | Manuela Giugliano      | 18 tháng 8, 1997  | 26   | 3   | Milan              |
|    |    |                        |                   |      |     |                    |
| 9  | TĐ | Daniela Sabatino       | 26 tháng 6, 1985  | 49   | 21  | Milan              |
| 10 | TĐ | Cristiana Girelli      | 23 tháng 4, 1990  | 56   | 31  | Juventus           |
| 14 | TĐ | Stefania Tarenzi       | 29 tháng 2, 1988  | 3    | 1   | ChievoVerona Valpo |
| 18 | TĐ | Ilaria Mauro           | 22 tháng 5, 1988  | 28   | 8   | Fiorentina         |
| 19 | TĐ | Valentina Giacinti     | 2 tháng 1, 1994   | 25   | 4   | Milan              |

### Huấn luyện viên
- 1968–1970: Cavicchi
- 1970–1971: Giovanni Trabucco
- 1971: Cavicchi
- 1972: Amedeo Amadei
- 1972: Oliveri (interim, 1 match)
- 1972–1978: Amedeo Amadei
- 1979–1980: Galli
- 1980–1981: Sergio Guenza
- 1981–1983: Todeschini
- 1983–1984: Cuneo
- 1984–1989: Ettore Recagni
- 1989–1993: Sergio Guenza
- 1993–1994: Comunardo Nicolai
- 1994–1997: Sergio Guenza
- 1998: Sergio Vatta
- 1999: Carlo Facchin
- 1999–2000: Ettore Recagni
- 2000 – 2005: Carolina Morace
- 2005–2012: Pietro Ghedin
- 2012–2017: Antonio Cabrini
- 2017: Milena Bertolini